# Berkovica
Berkovica är en ort i Bosnien och Hercegovina.   Den ligger i entiteten Federationen Bosnien och Hercegovina, i den centrala delen av landet, 90 kilometer norr om huvudstaden Sarajevo. Berkovica ligger 235 meter över havet och antalet invånare är 713.
Terrängen runt Berkovica är kuperad åt nordväst, men åt sydost är den platt.Runt Berkovica är det ganska tätbefolkat, med 93 invånare per kvadratkilometer.. Närmaste större samhälle är Gračanica, 13,6 kilometer nordväst om Berkovica. 
Omgivningarna runt Berkovica är en mosaik av jordbruksmark och naturlig växtlighet.